# NGC 593
NGC 593 في الفهرس العام الجديد، هي مجرة، تقع في كوكبة قيطس. اكتشفت في 2 نوفمبر 1882 بواسطة إدوارد ستيفان.

## روابط خارجية
- NGC 593 على موقع ويكي سكاي: DSS2, SDSS, GALEX, IRAS, Hydrogen α, X-Ray, Astrophoto, Sky Map, Articles and images